# Глубокая Глотка (Уотергейт)

Марк Фелт

Глубокая Глотка (Deep Throat) — псевдоним Марка Фелта, заместителя директора ФБР, выбранный для него как для информатора прессы по делу «Уотергейта». Инкогнито осведомителя было раскрыто только в 2005 году.
Псевдоним Глубокая глотка как для осведомителя предложил Фелту выпускающий редактор газеты Washington Post Говард Симонс. Данный псевдоним, надо сказать, довольно оскорбительный, был выбран в качестве аллюзии на популярный в поп-культуре 1970-х одноимённый порнофильм.
Фелт работал в нескольких периферийных отделениях ФБР до перевода в штаб-квартиру агентства в Вашингтоне. Во время начала расследования Уотергейтского скандала в 1972 году он был заместителем директора ФБР. В 1973 году Фелт вышел в отставку. В эти годы анонимный источник, известный как Глубокая глотка, передавал репортерам компрометирующие материалы на Ричарда Никсона и его помощников, которые в итоге привели к отставке президента. В течение тридцати лет Фелт отрицал свою причастность к одному из самых громких политических скандалов XX века. Однако в 2005 году он сам заявил о своей роли в Уотергейте; получившие от него информацию репортёры «Вашингтон пост» Боб Вудворд и Карл Бернстайн подтвердили это.
Причины его поступка до конца неизвестны. Сам Фелт позднее сказал, что не мог допустить, чтобы Никсон использовал ФБР для своих политических целей.
Фелт скончался в декабре 2008 года в городе Санта-Роза, штат Калифорния, в возрасте 95 лет. До смерти он в течение нескольких месяцев страдал от застойной сердечной недостаточности.

## В искусстве
В 2017 году на экраны вышел фильм «Уотергейт: Крушение Белого дома» с Лиамом Нисоном в главной роли, где он сыграл Марка Фелта.